# مولی افرائیم
مولی افرائیم (انگلیسی: Molly Ephraim؛ زادهٔ ۲۲ مهٔ ۱۹۸۶) یک هنرپیشه اهل ایالات متحده آمریکا است. وی از سال ۲۰۰۲ میلادی تاکنون مشغول فعالیت بوده‌است.
از فیلم‌ها یا برنامه‌های تلویزیونی که وی در آن نقش داشته است می‌توان به فعالیت فراطبیعی ۲، فعالیت فراطبیعی: نشانه‌گذاری شده‌ها و رقیب پیشتاز اشاره کرد.